# Большаков, Юрий Фёдорович
Ю́рий Федорович Большако́в (24 марта 1931, дер. Кашманово, Судогодский район, Владимирская область, РСФСР — 8 августа 2016, Александров, Российская Федерация) — советский и российский организатор промышленного производства, основатель поселка городского типа Балакирево и оборонных заводов «Балакиревский механический завод» и завода «Сибприбормаш» (Бийск Алтайского края), лауреат Государственной премии СССР, лауреат премии Совета Министров СССР.

## Биография
В 1950 г. окончил Владимирский авиационный техникум и был направлен в Молотов (сейчас это — Пермь), где он без отрыва от производства получил высшее образование в Молотовском вечернем машиностроительном институте и богатый опыт инженера-технолога.
- 1950—1959 гг. — технолог, старший технолог, заместитель начальника цеха завода им. Свердлова,
- 1959—1959 гг. — заместитель секретаря парткома завода им. Свердлова,
- 1959—1962 гг. — заведующий промышленно-транспортным отделом Пермского городского комитета КПСС,
- 1962—1963 гг. — заведующий организационным отделом Пермского городского комитета КПСС,
- 1963—1965 гг. — второй секретарь Пермского городского комитета КПСС.

В 1965—1968 годах — был избран председатель исполнительного комитета Пермского городского совета трудящихся.
Делегат XXIII съезда КПСС (1966).
В 1970 году был направлен на строительство нового оборонного завода в городе Бийск «Сибприбормаш».
Избирался депутатом Алтайского краевого Совета и Бийского городского Совета народных депутатов.
В 1976 году по поручению Министерства Машиностроения СССР возглавляет строительство оборонного завода высокоточных снарядов в пос. Балакирево — Балакиревского машиностроительного завода (БМЗ) и самого поселка городского типа. В числе построенных корпусов была особая гордость — ГАП — гибкое автоматизированное производство. В 1982—1986 гг. австрийская фирма «Фест Альпина» оборудовала одно из первых в РСФСР полностью автоматизированное производство, оснащенное телемеханикой. Однако в 1986 г. финансирование проекта прекратилось и он начал возможных путей дальнейшего развития производства, ездил в командировки в Австрию, Германию, Италию, Англию, Польшу. В результате на площадях БМЗ образовались почти десяток новых производств.
В 1999 году ушел на пенсию.

## Семья
Жена — Галина Сергеевна Большакова (Иванова, Рыжова) (род. 1932) — комсомольский работник союзного, областного и городского значения.

## Награды
- Орден Трудового Красного Знамени (1966) — за серьезные успехи в развитии экономики и промышленности Молотова, в том числе за строительство моста через реку Каму
- Премия Совета Министров СССР и Орден Трудового Красного Знамени (1975) — за проектирование и строительство Бийского приборостроительного завода
- Государственная премия СССР и Орден Октябрьской революции (1983) — за работы в области специальной техники
- Почётный гражданин посёлка Балакирево[1]